# Counter-Strike
Counter-Strike ([ˈkaʊntə-stɻaɪk], (Контра-Удар)) е поредица отборни тактически компютърни игри. Създадена първоначално като модификация на Half-Life от Мин Ле и Йес Клиф, поредицата включва Counter-Strike 1.0, Counter-Strike 1.1, Counter-Strike 1.2, Counter-Strike 1.3, Counter-Strike 1.4, Counter-Strike 1.5, Counter-Strike 1.6, Counter-Strike: Condition Zero,Counter-Strike: Condition Zero Deleted Scenes,Counter-Strike: Source, Counter-Strike:Online и Counter Strike: Global Offensive. Последната излязла версия на играта е Counter-Strike 2.
Версиите след 1.5, заедно с всички други части на Half-Life, са разработени от компанията Valve Corporation. На 21 август 2012 излиза най-новата версия Counter-Strike: Global Offensive популярна и като CS:GO. Тя се нарежда в топ 10 игрите на Steam.
С над 19,5 милиона активни играчи по цял свят, Counter-Strike е една от най-известните онлайн игри. През 2002 година има над 30 000 сървъра в Интернет. В България играта е популярна най-вече сред подрастващото поколение (7 – 20 години).

## Правила
Целта на играта е да спечелите поредица от отборни двубои, като това става чрез елиминиране на противниковия отбор или чрез изпълняване на специална задача. В зависимост от избраната карта, специалната задача е: да се взриви определена зона, да се спаси поне един заложник или просто да се неутрализира противниковият отбор. Отборите са два -- терористи и контра-терористи (има и отбор „зрители“, които не участват в игралните действия и не могат да общуват с „активните“ играчи). След като избере отбор, играчът трябва да се присъедини към екип (четири за терористите и четири за контра-терористите; в Counter-Strike: Condition Zero са добавени два допълнителни екипа), като изборът на екип е единствено козметичен:
- Терористичен отбор:

1. Arctic Avengers – Арктическите отмъстители са облечени в зимен камуфлаж с качулка.
2. Elite Crew – Елитната бригада се отличават с тъмнозелена риза, кафяви панталони и очила.
3. Guerilla Warfare – Партизаните имат пустинен камуфлаж и червена лента на главата.
4. Phoenix Connection – Синя риза, сиви камуфлажни панталони и черна бандитска маска.

- Анти-терористичен отбор (като цяло контратерористите са облечени в синьо):

1. Gign – Френският елитен отряд за борба с тероризма. Каските на този взвод имат стъклен визьор, който понякога блести от далеч.
2. Gsg-9 – Немските специални части. Отличават се с каска в сив камуфлаж.
3. SAS – Пехотинци от корпуса на британската армия. Носят маска, която наподобява противогаз.
4. Seal Team 6 – Американски тюлени. Освен каска, моделът на този ескадрон има прозрачна маска, приличаща на скиорски очила.

След като играчът избере отбор и екип се изчаква началото на нов рунд, като междувременно могат да се наблюдават бойните действия. В началото на всеки рунд всички играчи започват със стандартен пистолет и нож, като има отделено специално време (обикновено 3 сек., макс. 90), през което да се закупят допълнителни оръжия и екипировка. Всеки участник в играта може да носи наведнъж най-много нож, пистолет, пушка, гранати (експлозивни, заслепяващи и димни), броня и евентуално каска (заплаща се допълнително от виртуална валута), и специална екипировка -- очила за нощно виждане (терористи) и комплект за по-бързо обезвреждане на бомба (контра-терористи). След края на даден рунд оцелелите играчи запазват текущата си екипировка за следващия рунд, а другите започват само с нож и пистолет. Всеки неутрализиран противник и всеки нов рунд носят определено количество пари (спечелилите предходния рунд получават повече).
Освен срещу хора, играта предлага и играчи, управлявани от изкуствен интелект (ботове).
За разлика от Half-Life, рундовете в Counter-Strike могат да достигнат 4, дори 6 минути. Това е така, защото в Half-Life са необходими много на брой точни попадения за да се свали даден играч, докато в Counter-Strike обикновено е достатъчен само един точен изстрел в главата, което е предпоставка за по-дълга, тактическа игра.

### Режими на игра
Стандартни режими:
- Defuse / Обезвреждане на бомба. 
Терористите трябва да се доберат до определена зона и да заложат и взривят бомбата, а контра-терористите трябва да предотвратят това.
- Hostage / Спасяване на заложници. 
Терористите държат в плен заложници, до които контра-терористите трябва да се доберат и после да ги изведат до определена зона.
- Deathmatch/Бой Режима се играе самостоятелно или отборно. Целта е за 10 минути е да се съберат възможно колкото се може повече точки, убивайки противницте.
- Gun-game / Гънгейм. 
Отборен или самостоятелен:целта е да се елиминират колкото се може повече противници като на всеки двама до шестима убити противника се получава автоматично новото (по-силното) оръжие.

### Табло
Чрез бутона (TAB) може да се изведе актуална класация за всички играчи в сървъра -- името, убийствата, колко пъти играчът е убит и ping-a. Таблото също показва дали избран играч е жив или мъртъв, дали носи бомбата, както и дали е ВИП персонаж. Играчите от противоположния отбор не могат да видят тази информация, докато кръга не е свършил, ако се прецени, че тя е важна.

## Световна продажба
Продажба на Counter-Strike от декември 2008 година:
- Counter-Strike 1.6: 4,2 милиона
- Counter-Strike Condition Zero: 2,9 милиона
- Counter-Strike Source: 8,1 милиона
- Counter-Strike: Global Offensive: 46+ милиона[6]
  - Общо: 61,2 милиона копия[7][8]